# De Vlaamse Waterweg

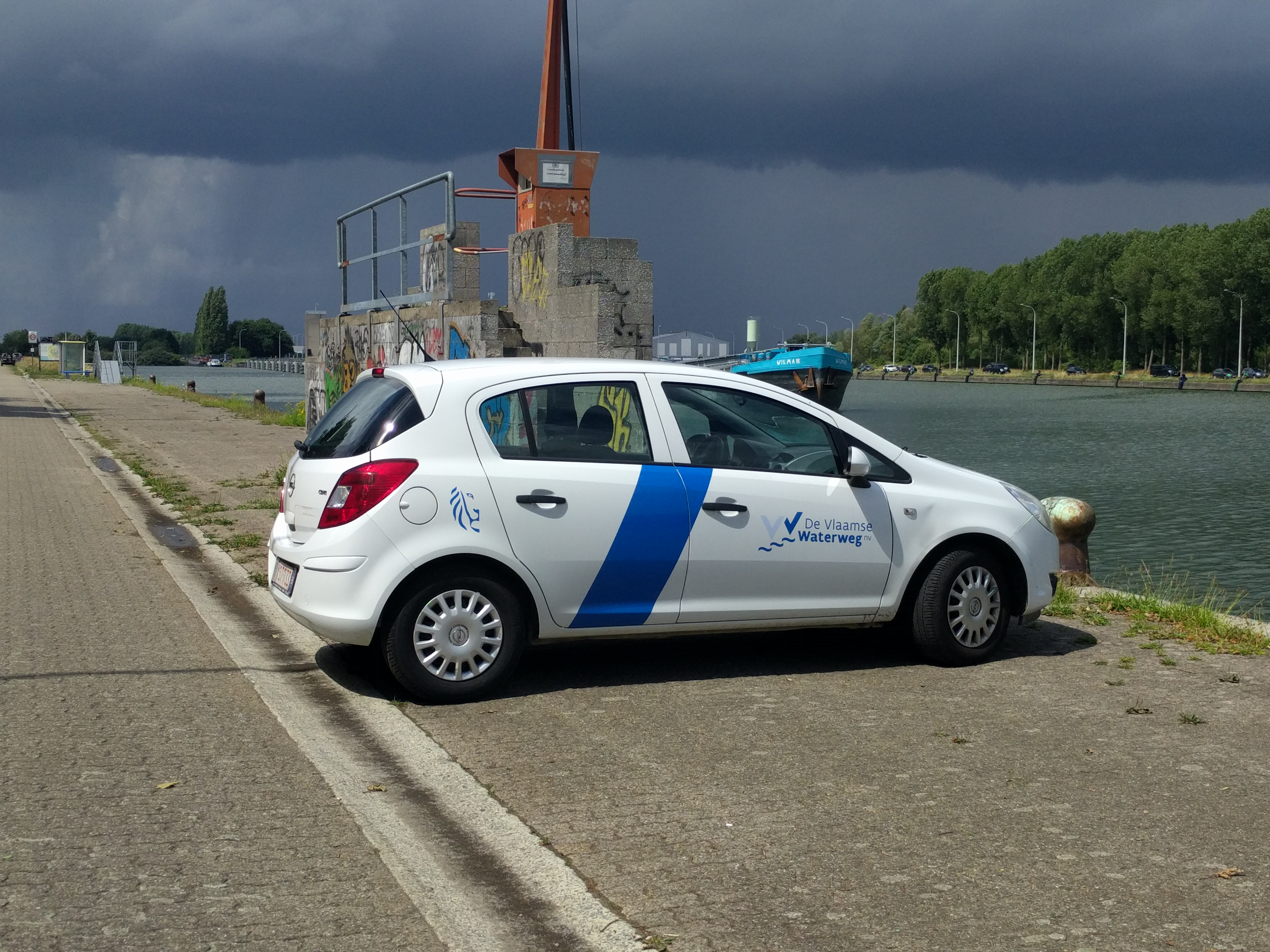
Een auto van De Vlaamse Waterweg op de Vaartdijk in Kapelle-op-den-Bos aan het zeekanaal Brussel-Schelde.

De Vlaamse Waterweg nv is een agentschap van de Vlaamse overheid die de waterwegen in Vlaanderen in beheer heeft.
Vóór De Vlaamse Waterweg bestonden er twee agentschappen, enerzijds NV De Scheepvaart, die instond voor de provincies Antwerpen en Limburg  (met onder meer het Albertkanaal en de Kempense kanalen) en anderzijds Waterwegen en Zeekanaal, die instond voor centraal en westelijk Vlaanderen (met onder meer het zeekanaal Brussel-Schelde).
De hoofdzetel van De Vlaamse Waterweg is gelegen aan de Kanaalkom in Hasselt.

## Geschiedenis
Bij wet van 13 augustus 1928 werd de Dienst der Scheepvaart (Frans: Office de la Navigation) opgericht om de scheepvaart tussen Antwerpen en Luik te verzekeren. Tussen 1930 en 1939 werd het Albertkanaal aangelegd.
Bij wet van 17 mei 1976 werd deze dienst gesplitst in twee nationale instellingen van openbaar nut; een Dienst voor de Scheepvaart te Hasselt en een Office de la Navigation te Luik. De Dienst voor de Scheepvaart kwam op 1 januari 1989 onder toezicht van de Vlaamse Regering en werd een Vlaamse openbare instelling ten gevolge van de bijzondere wet van 8 augustus 1988.
In het kader van Beter Bestuurlijk Beleid werd de dienst bij decreet van 2 april 2004 omgevormd tot nv De Scheepvaart, een Extern Verzelfstandigd Agentschap (naamloze vennootschap van publiek recht) van de Vlaamse overheid onder het beleidsdomein Mobiliteit en Openbare Werken.
Daarnaast had de Vlaamse overheid ook nog het agentschap Waterwegen en Zeekanaal nv, bevoegd voor de waterwegen in centraal en westelijk Vlaanderen. In het Vlaams regeerakkoord van 2014 (regering-Bourgeois) werd beslist dat beide agentschappen zouden fusioneren. Per 1 januari 2017 werd nv De Scheepvaart omgevormd tot De Vlaamse Waterweg, en op 1 januari 2018 is ook Waterwegen en Zeekanaal hierin opgegaan.

## Bestuur
Het voorzitterschap wordt sinds de oprichting waargenomen door politici.
| Periode      | Voorzitter      |
| ------------ | --------------- |
| 1997 - 1999  | Willy Claes     |
| 1999 - 2006  | Paul Kumpen     |
| 2006 - 2014  | Willy Claes     |
| 2015 - 2022  | Frieda Brepoels |
| 2022 - 2025  | Koen Anciaux    |
| 2025 - heden | Maxim Veys      |

| Periode      | CEO              |
| ------------ | ---------------- |
| 2006 - 2014  | Erik Portugaels  |
| 2014 - 2024  | Chris Danckaerts |
| 2024 - heden | Krista Maes      |

## Zetels en afdelingen
De Vlaamse Waterweg heeft naast zijn maatschappelijke zetel te Hasselt ook zetels te Willebroek, Merelbeke, Antwerpen, Brussel en Mol.
Het werkingsgebied is onderverdeeld in drie afdelingen:
- Afdeling Regio Oost (Limburg en de Kempen)
- Afdeling Regio Centraal (centraal Vlaanderen)
- Afdeling Regio West (West-Vlaanderen en deels Oost-Vlaanderen)